# UK Chinese Ensemble
UK Chinese Ensemble là một đoàn hát múa của Trung Quốc được thành lập vào năm 1994 bởi nghệ sĩ lão luyện người Trung Quốc sống tại Vương quốc Anh. Đoàn nhạc theo đuổi mục tiêu quảng bá các tiết mục truyền thống cũng như khám phá các phong cách đương đại. Ngoài các buổi hòa nhạc thường xuyên, đoàn còn tổ chức các hội thảo và các hoạt động tiếp cận cộng đồng khác. Kể từ khi thành lập, đoàn đã biểu diễn ở một số nước châu Âu. Tại Vương quốc Liên hiệp Anh, đoàn nhạc đã được giới thiệu tại Liên hoan Quốc tế Edinburgh, Liên hoan Âm nhạc Dân gian Jersey và Hội trường Lễ hội Hoàng gia ở London. Các thành viên của đoàn bao gồm nghệ sĩ tỳ bà Trình Ngọc.